# 乐乡街道
乐乡街道是中华人民共和国湖北省荆州市松滋市下辖的一个街道办事处。

## 行政区划
乐乡街道下辖以下村级行政区划单位：
张家畈村、尖山村、全心村、李桥村、天星观村、麻水社区、杨树河村、联合村、陶家冲村、中水桥村、桠杈铺村、簸箕岩村、八眼泉村和高家榜村。